# Großer Preis von Frankreich 1927

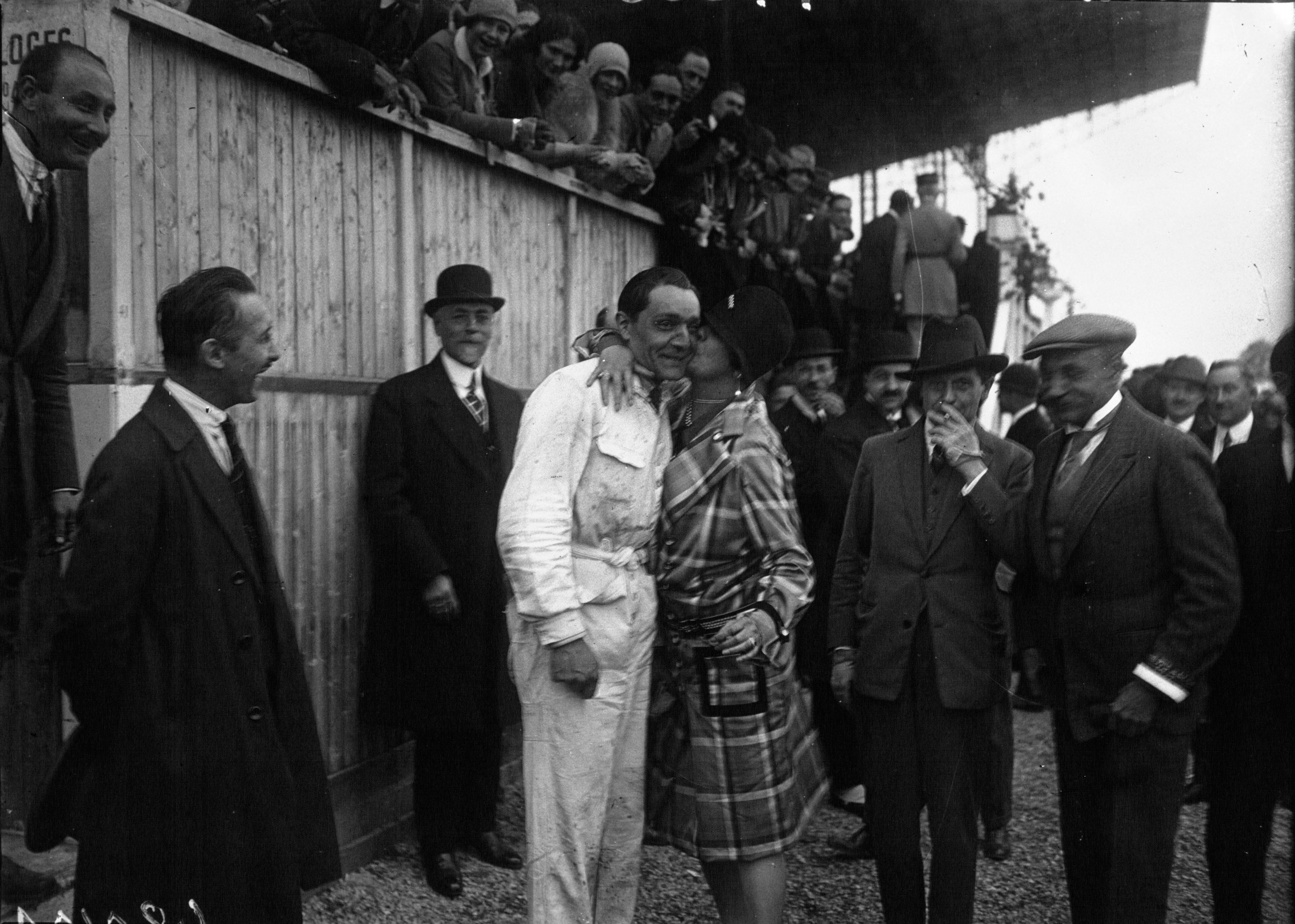
Rennsieger Robert Benoist

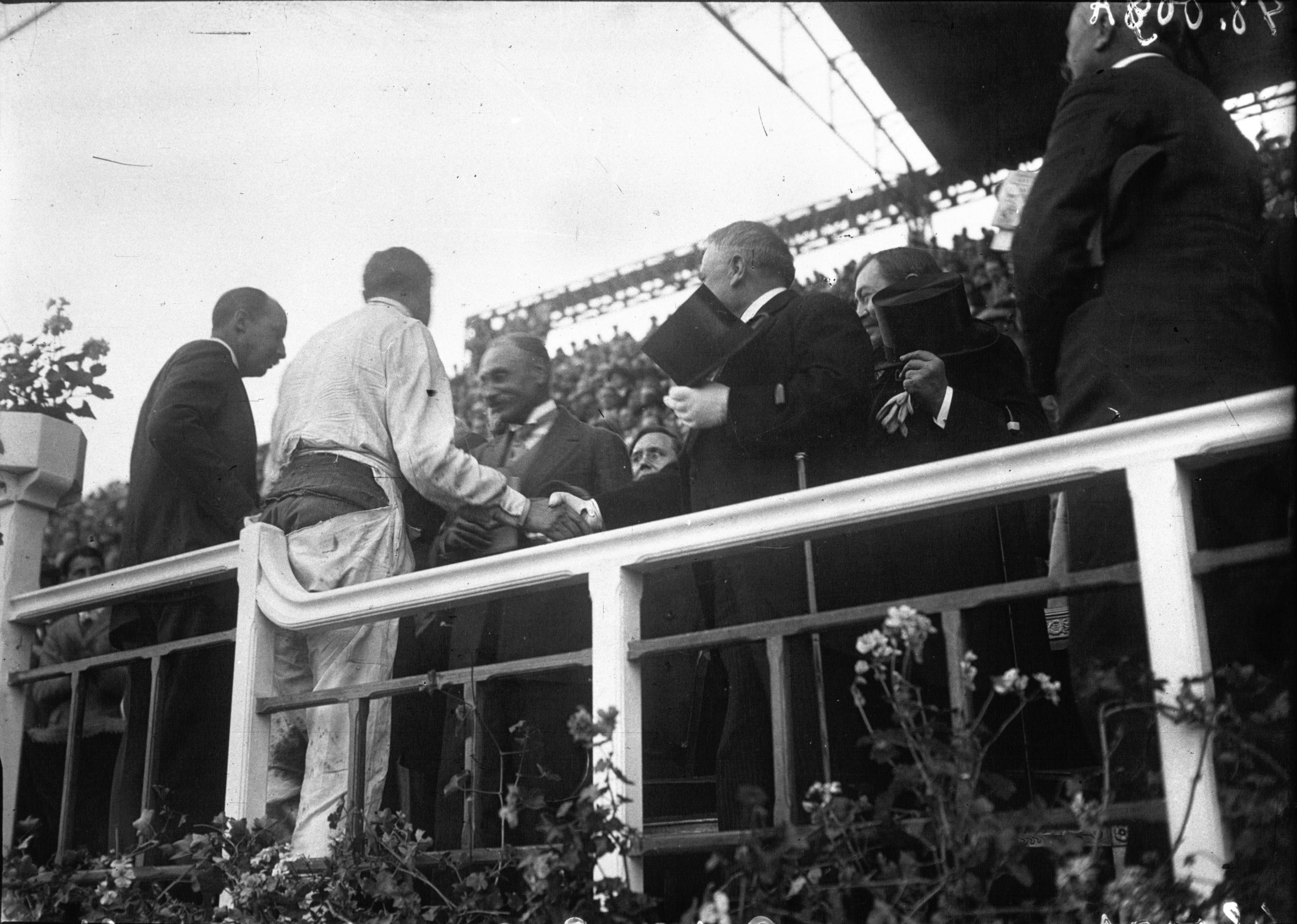
Robert Benoist bei der Siegerehrung

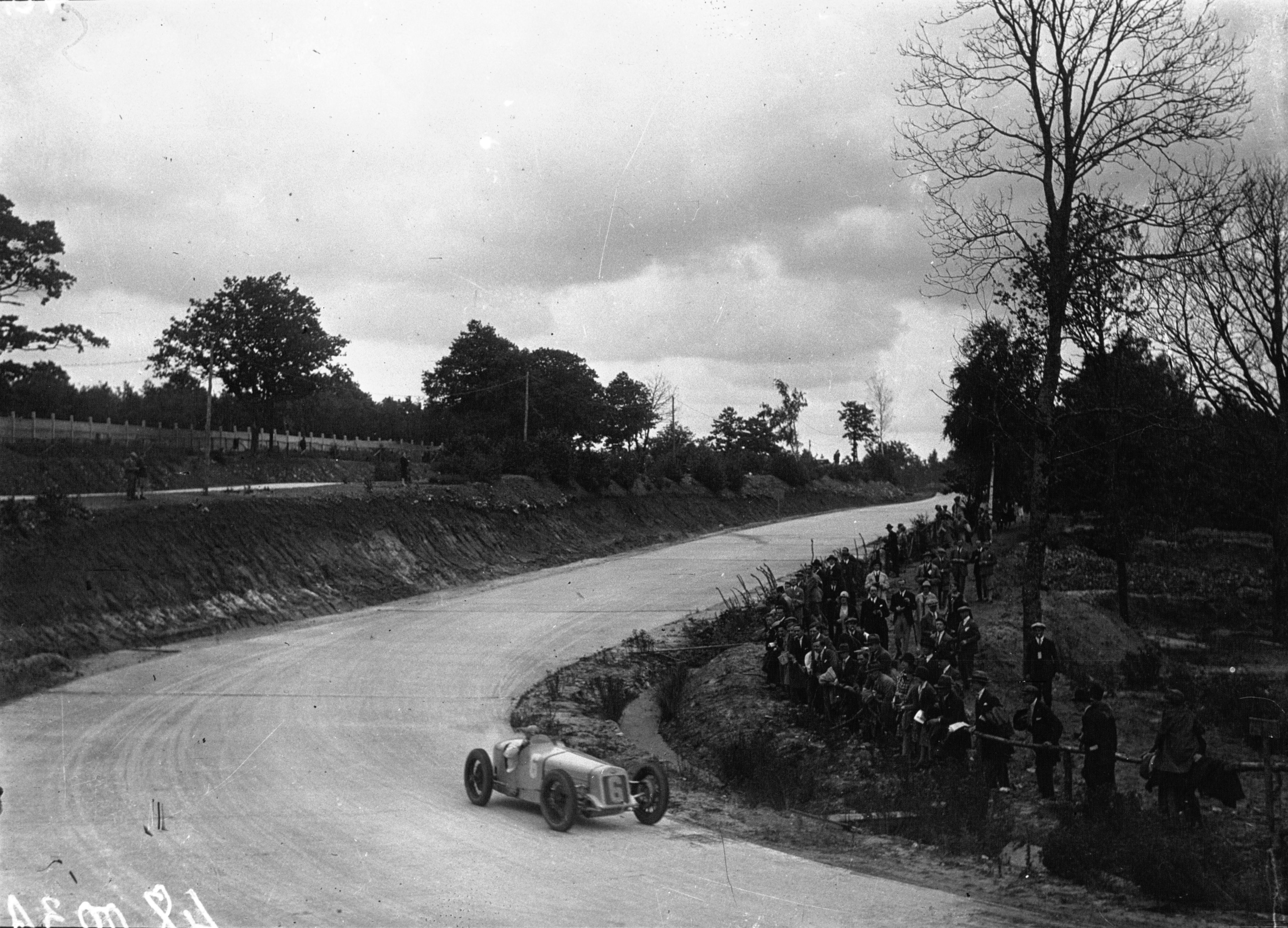
Robert Benoist mit seinem Delage auf der Strecke

Der XXI. Große Preis von Frankreich (XXI Grand Prix de l’Automobile Club de France) fand am 3. Juli 1927 auf dem Autodrome de Linas-Montlhéry in Frankreich statt und war Wertungslauf zur dritten Automobilweltmeisterschaft.
Das Rennen wurde unter Anwendung der geltenden Internationalen Grand-Prix-Rennformel (Rennwagen bis 1,5 Liter Hubraum; Mindestgewicht 700 kg, Karosseriebreite mindestens 80 cm; Renndistanz mindestens 600 km) über 48 Runden à 12,500 km ausgetragen, was einer Gesamtdistanz von 600 km entspricht.
Sieger wurde Robert Benoist auf einem Delage Type 15 S 8.

## Rennen
Nach dem Debakel von 1926 kehrte der Große Preis von Frankreich 1927 auf die permanente Rennstrecke von Linas-Montlhéry zurück, die auch 1925 schon verwendet worden war. Zur Aufwertung des Rahmenprogramms hatte der ACF außerdem am Vortag des Grand Prix ein Formula-Libre-Rennen, das auch privaten Teilnehmern mit Rennwagen aller Art offenstand, und ein Rennen nach einer Verbrauchsformel angesetzt.
Für das Hauptrennen hatten mit Delage, Talbot sowie dem amtierenden Weltmeister Bugatti alle im Grand-Prix-Sport aktiven Automobilfirmen ihre Teilnahme angekündigt. Delage hatte den schnellen, aber problembehafteten Delage Type 15 S 8 über den Winter komplett umkonstruiert. Insbesondere war der Zylinderkopf des Motors umgedreht worden, so dass der Auspuff nun die Fahrerseite des Cockpits nicht mehr so unerträglich aufheizen konnte und die Piloten das Potential des Modells, das schon 1926 allen Konkurrenten an Geschwindigkeit überlegen gewesen war, nun voll ausschöpfen konnten. Als Fahrer hatte das Team erneut Robert Benoist, Edmond Bourlier und André Morel verpflichtet.
Obwohl Talbot über die Entwicklung seines Grand-Prix-Modells bereits in finanzielle Nöte geraten war, hatte man die Rennwagen dort ebenfalls noch einmal überarbeitet und dabei vor allem die zuvor anfällige Vorderachse verstärkt. Albert Divo siegte damit im „Jedermann“-Rennen am Vortag des Grand Prix, das er für das Team als Testlauf bestritt. Im Hauptrennen traten daneben auch der Veteran Louis Wagner und der unter dem Pseudonym „W. Williams“ fahrende Brite William Grover-Williams für das Team an.
Nachdem das Training bereits voll im Gang war, traf schließlich in der Nacht auf Freitag vor dem Rennen auch das Bugatti-Team an der Rennstrecke ein. Die drei Bugatti Type 39A von Emilio Materassi, Jules Goux und André Dubonnet präsentierten sich jedoch gegenüber dem Vorjahr weitgehend unverändert und es wurde schnell klar, dass sie gegenüber den Delage deutlich langsamer waren. Bugatti zog die Konsequenzen und meldete zur allgemeinen Enttäuschung das Team noch unmittelbar vor dem Rennen wieder ab. So versammelten sich schließlich noch sieben Teilnehmer zum Start – neben den Teams von Delage und Talbot trat auch der Brite George Eyston mit seinem Halford Special an, der jedoch für den Ausgang des Rennens keine Rolle spielte.
Trotz des kleinen Teilnehmerfelds war das Rennen in der Anfangsphase ungemein spannend. Divo ging mit seinem Talbot direkt in Front, wurde aber nach wenigen Runden von den beiden Delage-Piloten Benoist und „Williams“ überholt, die sich nun ihrerseits einen harten Kampf um die Spitze lieferten. Der Brite verlor dann jedoch bei einem Boxenstopp eine ganze Runde, weil er ein Problem mit der Benzinpumpe beheben musste. Das gleiche Problem ereilte wenig später auch Morel, so dass nun nur noch Divo und Bourlier mit Benoist zusammen in einer Runde lagen. Dahinter folgte der beständig fahrende Wagner, der schon am Start mehrere Minuten verloren hatte, bis er seinen Motor ans Laufen bringen konnte, vor Morel und „Williams“, die weiterhin mit Problemen mit der Benzinzufuhr zu kämpfen hatten. Zur Hälfte des Rennens musste Divo dann mit einem Defekt am Motor aufgeben und als schließlich auch Wagner in Probleme geriet, konnte Delage am Ende mit Benoist vor Bourlier und Morel am Ende einen ungefährdeten Dreifachsieg erringen.
Nachdem Talbot im Wettrüsten gegen Delage ohnehin die Firmenkapazitäten bereits deutlich überstrapaziert hatte, stellte das Werk im Anschluss an das erneut enttäuschende Abschneiden des Rennstalls aus finanziellen Gründen endgültig ein.

## Ergebnisse

### Meldeliste
| Team                       | Nr. | Fahrer                    | Info  | Chassis                        | Motor                      | Reifen |
| -------------------------- | --- | ------------------------- | ----- | ------------------------------ | -------------------------- | ------ |
| Major Frank Halford        | 02  | George Eyston             |       | Aston Martin „Halford Special“ | Halford 1.5L I6 Kompressor |        |
| Automobiles Talbot         | 04  | Albert Divo               |       | Talbot GPLB                    | Talbot 1.5L I8 Kompressor  | M      |
| Automobiles Talbot         | 10  | William Grover-Williams a |       | Talbot GPLB                    | Talbot 1.5L I8 Kompressor  | M      |
| Automobiles Talbot         | 16  | Louis Wagner              |       | Talbot GPLB                    | Talbot 1.5L I8 Kompressor  | M      |
| Automobiles Talbot         |     | Jules Moriceau            | RES   |                                |                            | M      |
| Automobiles Delage         | 06  | Robert Benoist            |       | Delage Type 15 S 8 1927        | Delage 1.5L I8 Kompressor  | M      |
| Automobiles Delage         | 12  | Edmond Bourlier           |       | Delage Type 15 S 8 1927        | Delage 1.5L I8 Kompressor  | M      |
| Automobiles Delage         | 18  | André Morel               |       | Delage Type 15 S 8 1927        | Delage 1.5L I8 Kompressor  | M      |
| Automobiles Delage         |     | Robert Sénéchal           | RES   |                                |                            | M      |
| Automobiles Ettore Bugatti | 08  | André Dubonnet            | DNS b | Bugatti T39A                   | Bugatti 1.5L I8 Kompressor | M      |
| Automobiles Ettore Bugatti | 14  | Emilio Materassi          | DNS b | Bugatti T39A                   | Bugatti 1.5L I8 Kompressor | M      |
| Automobiles Ettore Bugatti | 20  | Jules Goux                | DNS b | Bugatti T39A                   | Bugatti 1.5L I8 Kompressor | M      |
| Automobiles Ettore Bugatti |     | Caberto Conelli           | RES   |                                |                            | M      |
| Automobiles Ettore Bugatti |     | Meo Costantini            | RES   |                                |                            | M      |

### Startaufstellung
Die Startaufstellung erfolgte gemäß der Startnummern, die zuvor teamweise verlost worden waren.
| Benoist |          | Divo |          | Eyston |
|         |          |      |          |        |
|         | Bourlier |      | Williams |        |
|         |          |      |          |        |
|         | Wagner   |      | Morel    |        |

### Rennergebnis
| Pos. | Fahrer                                 | Konstrukteur | Runden | Stopps | Zeit          | Start | Schnellste Runde | Ausfallgrund       |
| ---- | -------------------------------------- | ------------ | ------ | ------ | ------------- | ----- | ---------------- | ------------------ |
| 01   | Robert Benoist                         | Delage       | 48     |        | 4:45:41,2 h   | 3     | 5:41,0 min       |                    |
| 02   | Edmond Bourlier                        | Delage       | 48     |        | + 8:14,4 min  | 5     |                  |                    |
| 03   | André Morel                            | Delage       | 48     |        | + 25:50,2 min | 7     |                  |                    |
| 04   | William Grover-Williams Jules Moriceau | Talbot       | 48     |        | + 38:48,8 min | 4     |                  |                    |
| —    | Louis Wagner                           | Talbot       | 42     |        | DNF           | 6     |                  | Magnetzünder       |
| —    | George Eyston                          | Halford      | 32     |        | DNF           | 1     |                  | abgewinkt          |
| —    | Albert Divo                            | Talbot       | 23     |        | DNF           | 2     |                  | gebrochener Kolben |